# Нарбековас, Арминас Андреевич
А́рминас Андре́евич Нарбе́ковас (наст. имя[что?] Армин Андреевич Нарбеков; род. 28 января 1965, Гаргждай) — советский и литовский футболист, нападающий и полузащитник; литовский и австрийский тренер. Олимпийский чемпион 1988 года. Заслуженный мастер спорта СССР (1989).

## Карьера
Родился в городе Гаргждай под Клайпедой. Отец по национальности татарин — Андрей Нарбеков, капитан Советской армии, после войны служил в Литовской ССР, участвуя в разгроме отрядов «лесных братьев». После этого поселился в Гаргждай, где женился на местной девушке. Арминас — 8-й ребёнок в семье и самый младший.
В детстве мечтал стать хоккейным вратарем, но в итоге остановил свой выбор на футболе. Начинал играть в школьной команде Гаргждая (первый тренер — Михаил Терентьев). Через некоторое время команда стала победителем нескольких зональных турниров, в том числе зональные соревнования «Кожаного мяча». На всесоюзном финале в Запорожье команда заняла второе место, уступив в решающем матче со счетом 0:7 команде из Армянской ССР.
В 1977 году по приглашению переехал в Паневежис, где некоторое время назад был открыт спортинтернат. Занимался у тренера Витаутаса Блинструбаса. Был замечен главным тренером вильнюсского «Жальгириса» Беньяминасом Зелькявичюсом и в 1983 году перешёл в главный литовский клуб, который к тому времени завоевал право играть в высшей лиге чемпионата СССР.
Дебютировал в высшей лиге 19 апреля 1983 года в гостевой игре против «Торпедо» (Кутаиси), в которой «Жальгирис» победил 2:1. В той игре Нарбековас вышел на поле в стартовом составе и провел на поле 74 минуты. Следующий матч провел уже 7 июня (56 минут, вышел в основе), в Минске против «Динамо», где «Жальгирис» уступил 0:1. Затем более трёх месяцев на поле не выходил и был привлечен к играм за основной состав только 18 сентября, когда «Жальгирис» принимал другого дебютанта высшей лиги — кишиневский «Нистру». В той игре Нарбековас вышел на замену на 60-й минуте и отметился в игре забитым мячом. До конца сезона он провел за основу ещё 5 игр, забил 1 мяч.
В сезоне 1984 года в основе играл уже чаще — 18 раз выходил на поле, но при этом не забил ни одного мяча. Сезон 1985 также складывался неудачно — пропустил несколько игр из-за травмы, долго не забивал. Первый мяч в сезоне провел только 13 июля в гостевой игре против «Торпедо» (Кутаиси), где в итоге была зафиксирована ничья 1:1. Однако именно после этой игры Нарбековас раскрепостился и стал забивать чаще. Всего в сезоне провел 10 мячей, 5 из них в последних четырёх играх чемпионата. Это был второй результат в команде, поскольку лучшим бомбардиром клуба стал Сигитас Якубаускас с 12 мячами. Был признан футболистом года Литвы.
Сезон 1986 года Нарбековас провел довольно ровно — 26 игр из 30, забил 10 мячей и стал лучшим бомбардиром «Жальгириса».
В 1987 году стал обладателем бронзовых медалей союзного первенства, забил в чемпионате 16 мячей и стал вторым бомбардиром сезона после Олега Протасова. По итогам чемпионата был включен в список «33-х лучших». Летом 1987 за победу на Универсиаде был удостоен звания мастера спорта международного класса. 2 августа 1987 в домашней игре на Кубок СССР сделал «покер» в ворота команды из 2-й лиги «Нефтяник» (Фергана) (общий счет игры — 8:3).
В том же году был вызван в олимпийскую сборную СССР, участвовал в отборочном матче к Олимпиаде в Сеуле против сборной Швейцарии. Однако вскоре выпал из обоймы из-за нелепого случая в ресторане, когда к нему подсел посетитель с пивом, а главный тренер сборной Бышовец посчитал, что пиво употребляет сам Нарбековас. Тем не менее, футболист игрой на поле доказывал необходимость своего присутствия в сборной. В итоге Бышовец взял его на финальный турнир.
Олимпийский чемпион в составе сборной СССР — отыграл все 6 матчей на финальном турнире, забил 2 мяча. Один из голов провел в сложнейшем полуфинале против сборной Италии. После этой игры у Нарбековаса сильно распух голеностоп и его участие в финале было под вопросом. В итоге он вышел на поле в основном составе, но провел только 1 тайм. Его заменил Юрий Савичев, который и стал героем финального матча, забив победный мяч бразильцам. За победу на Олимпиаде был удостоен звания заслуженного мастера спорта.
В том же 1988 в составе «Жальгириса» дебютировал в розыгрыше Кубка УЕФА 1988/89 против австрийской «Аустрии». По сумме двух матчей «Жальгирис» уступил более опытной команде, а Нарбековасу не удалось отличиться забитыми мячами.
Весной 1990 года вместе с Вальдасом Иванаускасом принял участие в тренировках сборной СССР в итальянском Чокко, где Лобановский готовил команду к чемпионату мира 1990 года и рассчитывал на литовских футболистов. Однако после выхода литовских команд в начале 1990 года из участников союзного первенства эти планы рухнули. В скором времени был созвана сборная Литвы, которая 27 мая 1990 года провела товарищеский матч против сборной Грузии. Встреча закончилась вничью 2:2, а Нарбековас стал автором первого гола сборной.
Сезон 1990 года Нарбековас отыграл в новообразованной Балтийской лиге, где «Жальгирис» был намного сильнее всех остальных команд. Неудовлетворённый уровнем турнира, осенью 1990 он с несколькими партнёрами вернулся в чемпионат СССР, в московский «Локомотив», боровшийся за выход в высшую лигу. В то же время Нарбековас ожидал приглашения из Европы и, когда поступило предложение от венской «Аустрии», в составе которой в июле 1990 он провел 2 тренировочных матча, он попросил главного тренера железнодорожников Юрия Сёмина отпустить его. Тот не стал чинить препятствий, и Нарбековас вместе с Вальдасом Иванаускасом в ноябре 1990 года вылетел в Вену. Вскоре они, при посредничестве экс-игрока «Даугавы» и действующего игрока «Аустрии» Евгения Милевского заключили контракт с «Аустрией». Сумма трансфера не раскрывалась, но по заверению Нарбековаса получали они с Иванаускасом крайне мало для игроков-легионеров.
10 ноября 1990 дебютировал в новой команде в гостевой игре против «Штурма» в 19 туре Чемпионата Австрии. Однако в этой игре помочь команде, хотя и провел на поле все 90 минут, не сумел — «Аустрия» уступила со счетом 0:1. Следующий матч был более успешен — был побеждён клуб «Форвертс» со счетом 4:1, а Нарбековас забил мяч на 21-й минуте. В 22 туре Нарбековас оформил хет-трик — в гостевой игре против «Виенны» он забил 3 мяча из 6, а «Аустрия» выиграла 6:2. В весенней части чемпионата он провел 9 игр и забил 2 мяча. Всего в дебютном сезоне за «Аустрию» Арминас провел 13 игр и забил 6 мячей и отпраздновал с командой завоевание чемпионского титула.
Сезон 1991/92 также начался успешно — Нарбековас постоянно выходил в основном составе, часто забивал, дебютировал за команду в первом розыгрыше Лиги чемпионов. Также немаловажным оказалось и назначение экс-наставника «Жальгириса» Беньяминаса Зелькявичюса тренером «Аустрии», который помог игрокам в адаптации. В конце сезона, выступая за сборную Литвы в отборочном матче к чемпионату мира 1994, получил травму и выбыл из строя на полгода.
В сезоне 1992/93 первую игру провел только в марте 1993. Однако с той игры не пропустил ни одного матча и в итоге провел в сезоне 14 игр, забил 6 мячей. В следующем сезоне постоянно был в основном составе команды, проведя в общей сложности за сезон 48 матчей в разных турнирах. Вместе с этим, впервые он не стал чемпионом Австрии, завоевав лишь Кубок страны (провел в финале 90 минут, забил один из 4-х мячей команды).
Сезоны 1994/95 и 1995/96 были менее успешны для Нарбековаса — «Аустрия» по-прежнему не могла взять 1-е место в чемпионате, в национальном кубке и еврокубках выбывала на ранних стадиях. Всего в еврокубках за «Жальгирис» и «Аустрию» сыграл 17 матчей, забил 2 мяча.
В сезоне 1996/97 перешёл в клуб «Адмира/Ваккер». В новой команде сразу же стал ведущим игроком, проведя за 2 первых сезона 50 игр и забив в них 9 мячей. В сезоне 1998/99 выступал за клуб 2-й лиги «Санкт-Пёльтен», где также постоянно выходил в основном составе. В сезоне 1999/00 снова играл за «Адмира Ваккер Мёдлинг».
В начале сезона 2000/01 перешёл в клуб третьего дивизиона «Хундсхайм», где провел только полгода, но успел себя проявить — в одной из игр сделал хет-трик. В январе 2001 перешёл в «Винер Шпорт-Клуб», выступавший лигой ниже. Весной 2001 года помог новой команде выйти в региональную лигу Австрии. Кроме того, в команде постепенно переквалифицировался в либеро, и настолько успешно играл на данной позиции, что был назван лучшим футболистом региональной лиги Австрии 2001/02, а его клуб поднялся во 2-ю лигу. В следующем сезоне Нарбековас отыграл за «Винер Шпорт-Клуб» только 11 матчей и в июле 2003 года перешёл в клуб 5-й лиги «Уайт Стар».
В период выступлений за «Винер Шпорт-Клуб» Нарбековас снова был вызван в сборную Литвы — в сентябре 2001 года провел 88 минут на поле в отборочной игре против сборной Италии. После этой игры Нарбековас попрощался со сборной, как игрок. Всего в составе сборной Литвы провел 13 игр, забил 4 мяча.
В ноябре 2003 года, к 50-летнему юбилею УЕФА, был выбран Литовской футбольной федерацией лучшим литовским футболистом за полвека.
В «Уайт Стар» отыграл только полгода и в межсезонье 2003/04 перешёл в другой клуб пятого дивизиона, в «Гросвайкерсдорф». В этой команде он играл вплоть до ноября 2005 года. Одновременно был главным тренером команды, поскольку уже имел на руках тренерскую лицензию. В ноябре 2005 году вернулся в Литву, где приняв приглашение стать президентом «Жальгириса». В октябре 2006 года заменил главного тренера «Жальгириса» Игоря Панкратьева. На этом посту проработал год, после чего был уволен за неудовлетворительные результаты (4-е место в чемпионате).
Некоторое время работал детским тренером, не желая возвращаться в большой футбол. Затем уехал в Австрию, где продолжил играть за «Гросвайкерсдорф» в сезоне 2008/09 (одновременно являясь и тренером команды). В 2009 году тренировал любительский клуб «Донау».
В октябре 2008 года Департамент миграции Литвы лишил Нарбековаса литовского гражданства из-за принятия им гражданства Австрии. Однако после вмешательства Президента Литвы, в гражданстве был восстановлен в феврале 2009 года в качестве исключительного случая.
В декабре 2009 принял приглашение руководства клуба «Банга» (Гаргждай) и возглавил основную команду. Помощниками Нарбековаса стали два экс-вратаря «Жальгириса» Вайдас Жутаутас и Альгимантас Бряунис.
С 2010 года помогал Раймондасу Жутаутасу в сборной Литвы, а после его смены — венгру Ласло Чаба.
23 июля 2012 года стал главным тренером юрмальского «Спартака». Контракт подписан до конца сезона 2012 года.
В 2013—2015 тренировал молодёжную сборную Литвы (U21).
В начале 2016 года открыл в Литве свою футбольную Академию для детей младшего возраста.

## Статистика выступлений
| Клуб                  | Сезон            | Чемпионат | Чемпионат | Кубок | Кубок | Еврокубки | Еврокубки | Прочие | Прочие | Всего  | Всего |
| Клуб                  | Сезон            | Матчи     | Голы      | Матчи | Голы  | Матчи     | Голы      | Матчи  | Голы   | Матчи  | Голы  |
| --------------------- | ---------------- | --------- | --------- | ----- | ----- | --------- | --------- | ------ | ------ | ------ | ----- |
| Жальгирис             | 1983             | 8         | 2         | -     | -     | -         | -         | -      | -      | 8      | 2     |
| Жальгирис             | 1984             | 18        | 0         | 3     | 0     | -         | -         | -      | -      | 21     | 0     |
| Жальгирис             | 1985             | 26        | 10        | 1     | 0     | -         | -         | -      | -      | 26     | 10    |
| Жальгирис             | 1986             | 26        | 10        | 2     | 1     | -         | -         | 2      | 0      | 30     | 11    |
| Жальгирис             | 1987             | 30        | 16        | 3     | 5     | -         | -         | 1      | 1      | 34     | 22    |
| Жальгирис             | 1988             | 26        | 9         | 1     | 1     | 2         | 0         | -      | -      | 29     | 10    |
| Жальгирис             | 1989             | 21        | 4         | 2     | 0     | 4         | 0         | -      | -      | 27     | 4     |
| Жальгирис             | 1990             | 1         | 0         | -     | -     | -         | -         | -      | -      | 1      | 0     |
| Жальгирис             | 1990             | 13        | 16        | 1?    | 1?    | -         | -         | -      | -      | 14?    | 17?   |
| Локомотив (Москва)    | 1990             | 14        | 2         | -     | -     | -         | -         | -      | -      | 14     | 2     |
| Аустрия (Вена)        | 1990/91          | 13        | 6         | -     | -     | -         | -         | -      | -      | 13     | 6     |
| Аустрия (Вена)        | 1991/92          | 30        | 10        | 4     | 7     | 2         | 0         | -      | -      | 36     | 17    |
| Аустрия (Вена)        | 1992/93          | 14        | 6         | 3     | 0     | -         | -         | -      | -      | 17     | 6     |
| Аустрия (Вена)        | 1993/94          | 27        | 6         | 4     | 2     | 4         | 1         | 1      | 0      | 36     | 9     |
| Аустрия (Вена)        | 1994/95          | 18        | 2         | 1     | 2     | 2         | 1         | -      | -      | 21     | 5     |
| Аустрия (Вена)        | 1995/96          | 13        | 2         | 1     | 0     | 3         | 0         | -      | -      | 17     | 2     |
| Адмира Ваккер Мёдлинг | 1996/97          | 29        | 7         | 1     | 0     | -         | -         | -      | -      | 30     | 7     |
| Адмира Ваккер Мёдлинг | 1997/98          | 21        | 2         | 3     | 1     | -         | -         | -      | -      | 24     | 3     |
| Санкт-Пёльтен         | 1998/99          | 24        | 5         | 1?    | 0     | -         | -         | -      | -      | 25?    | 5     |
| Адмира Ваккер Мёдлинг | 1999/00          | 20        | 4         | 2?    | 0     | -         | -         | -      | -      | 22     | 4     |
| Хундсхайм             | 2000/01          | 6         | 4         | 1?    | 1?    | -         | -         | -      | -      | 3?     | 4?    |
| Винер Шпорт-Клуб      | 2000/01          | 9         | 4         | -     | -     | -         | -         | -      | -      | 9      | 4     |
| Винер Шпорт-Клуб      | 2001/02          | 23        | 6         | 2     | 1     | -         | -         | -      | -      | 25     | 7     |
| Винер Шпорт-Клуб      | 2002/03          | 11        | 0         | 1     | 0     | -         | -         | -      | -      | 12     | 0     |
| Уайт Стар             | 2003/04          | 11        | 2         | -     | -     | -         | -         | -      | -      | 11     | 2     |
| Гросвайкерсдорф       | 2003/04          | ?         | ?         | -     | -     | -         | -         | -      | -      | ?      | ?     |
| Гросвайкерсдорф       | 2004/05          | ?         | ?         | -     | -     | -         | -         | -      | -      | ?      | ?     |
| Гросвайкерсдорф       | 2005/06          | ?         | ?         | -     | -     | -         | -         | -      | -      | ?      | ?     |
| Гросвайкерсдорф       | 2008/09          | ?         | ?         | -     | -     | -         | -         | -      | -      | ?      | ?     |
| Всего за карьеру      | Всего за карьеру | 452+1?    | 135?      | 37?   | 22?   | 17        | 3         | 4      | 1      | 506+1? | 159?  |

## Достижения

### Командные
- Олимпийский чемпион 1988
- Бронзовый призёр СССР 1987
- Чемпион Австрии 1990/91, 1991/92, 1992/93
- Обладатель Кубка Австрии 1991/92, 1993/94
- Чемпион Универсиады 1987
- Прочие — полуфиналист Кубка Федерации Футбола СССР (1987), Суперкубок Австрии

### Личные
- Лучший литовский футболист за полвека (выбран Литовской футбольной федерацией для списка УЕФА Golden player)
- Лучший футболист Литвы (4): 1985, 1986, 1987, 1988
- В списках 33-х лучших: 1987 (под № 2), 1988 (под № 3)
- Награждён медалью Литовской академии физической культуры и спорта «За вклад в литовском спорте» (2005)
- Отпечаток стопы Нарбековаса сделан на специальной пластине перед зданием администрации г. Гаргждая (2006)

## Семья
Жена Рита. Сын Арминас (19.04.1986), играл в юношеской команде «Аустрии», дочь Клаудиа (1995).